# Пи Кормы
Пи Кормы (Pi Pup, π Puppis, π Pup) — вторая по яркости звезда в созвездии Кормы. Обладает видимой звёздной величиной +2,733 и доступна для наблюдения невооруженным глазом в ночное время. Измерения параллакса привели к оценке расстояния от Солнца до звезды 810 св. лет (250 пк). Пи Кормы является двойной звездой, второй компонент имеет видимую звёздную величину +6.86 и расположен на угловом расстоянии 0.72 сд при позиционном угле 148°.
Спектр звезды соответствует спектральному классу K3 Ib. Класс светимости Ib показывает, что звезда является сверхгигантом низкой светимости, исчерпавшей запас водорода в ядре, удалившейся от главной последовательности на диаграмме Герцшпрунга-Расселла и увеличившей радиус до 290 радиусов Солнца. Эффективная температура внешних слоев звезды составляет около 4000 K,
 что соответствует оранжевому цвету и спектральному классу K.
 Является полуправильной переменной звездой, видимая звёздная величина изменяется в интервале от 2,70 до 2,85. Пи Кормы является самой яркой звездой рассеянного скопления Collinder 135.